# Utetes fulvicollis
Utetes fulvicollis är en stekelart som först beskrevs av Thomson 1895.  Utetes fulvicollis ingår i släktet Utetes och familjen bracksteklar. Arten är reproducerande i Sverige. Inga underarter finns listade i Catalogue of Life.